# Eri Yonamine
Eri Yonamine (jap. 與那嶺 恵理, Yonamine Eri; * 25. April 1991 in Sakai) ist eine japanische Radsportlerin, die Rennen auf der Straße bestreitet.

## Sportliche Laufbahn
Yonamine spielte zunächst Tennis und wechselte erst während ihrer Studienzeit mit 20 Jahren zum Radsport. Zwei Jahre darauf, 2013, wurde sie zweifache japanische Meisterin, im Straßenrennen sowie im Einzelzeitfahren. Im Jahr darauf errang sie den nationalen Titel auf dem Mountainbike sowie bei den Asienmeisterschaften die Silbermedaille im Zeitfahren. 2016, 2017, 2018 und 2019 wiederholte sie ihren nationalen Doppelerfolg. Seit 2016 war fuhr sie für verschiedene Radsportteams und war nach dem Rückzug von Mayuko Hagiwara die einzige japanische Fahrerin, die professionell Straßenradsport betrieb.
2016 wurde Yonamine für die Olympischen Spiele in Rio de Janeiro nominiert und dafür ihrer härtesten Konkurrentin Hagiwara vorgezogen. Yonamine belegte im olympischen Einzelzeitfahren Platz 15 und im Straßenrennen Platz 17. Auch vor 2021, vor Heimpublikum in Tokio, vertrat sie Japan in beiden Wettbewerben und wurde 21. im Straßenrennen sowie 22. im Einzelzeitfahren. Für das olympische Straßenrennen 2024 wurde sie erneut nominiert.
2022 wurde sie Zweite der Rundfahrt Tour Féminin International des Pyrénées; dies war außerhalb Asiens ihre beste Platzierung, da sie sich in der Regel als Helferin für andere Fahrerinnen verdient machte. Im Winter fuhr sie regelmäßig Cyclocross und gewann etliche Rennen im heimischen Japan. Bei den nationalen Cyclocross-Meisterschaften war sie von 2013 bis 2020 sechsmal je Zweite oder Dritte.

## Erfolge
2013
- Japanische Meisterin – Straßenrennen, Einzelzeitfahren

2014
- Asienmeisterschaft – Einzelzeitfahren
- Japanische Meisterin – Mountainbike (XC)

2015
- Japanische Meisterin – Einzelzeitfahren

2016
- Japanische Meisterin – Straßenrennen, Einzelzeitfahren

2017
- Japanische Meisterin – Straßenrennen, Einzelzeitfahren

2018
- Asienspiele – Einzelzeitfahren
- Asienspiele – Straßenrennen
- Japanische Meisterin – Straßenrennen, Einzelzeitfahren

2019
- Japanische Meisterin – Straßenrennen, Einzelzeitfahren

2023
- Japanische Meisterin – Straßenrennen
- Asienspiele – Einzelzeitfahren

2024
- Japanische Meisterin – Straßenrennen